# 12248 Russellcarpenter
12248 Russellcarpenter è un asteroide della fascia principale. Scoperto nel 1988, presenta un'orbita caratterizzata da un semiasse maggiore pari a 3,0167281 au e da un'eccentricità di 0,1022161, inclinata di 9,79479° rispetto all'eclittica.
L'asteroide è dedicato allo statunitense James Russell Carpenter, tecnico di volo delle missioni OSIRIS-REx e Lucy.